# Estação Vandervelde
Vandervelde é uma estação da linha 1 do Metro de Bruxelas.